# GroenLinks
GroenLinks er et politisk hollandsk parti, der arbejder med et socialistisk, grønt og feministisk udgangspunkt. Partiet blev dannet den 1. marts 1989 af partierne Politieke Partij Radikalen, Pacifistisch Socialistische Partij, Communistische Partij van Nederland og Evangelische Volkspartij.

## Valgresultater
Ved parlamentsvalget i Holland i 2010 fik partiet tilslutning af 628.096 vælgere og blev derved det sjettestørste parti i landet med 10 folkevalgte repræsentanter i Tweede Kamer, det hollandske underhus. Ved parlamentsvalget i Holland i 2012 fik partiet tilslutning af 219.896 vælgere og blev derved det ottendestørste parti i landet med 4 folkevalgte repræsentanter i Tweede Kamer.
I Eerste Kamer, overhuset, har partiet fire medlemmer.
Ved Europa-Parlamentsvalget i 2014 fik partiet to pladser i Europa-parlamentet. Her er partiet medlem af gruppen De Grønne / Den Europæiske Fri Alliance. Partiets EU-delegationsleder er Bas Eickhout.